# Monale
Monale é uma comuna italiana da região do Piemonte, província de Asti, com cerca de 890 habitantes. Estende-se por uma área de 9 km², tendo uma densidade populacional de 99 hab/km². Faz fronteira com Asti, Baldichieri d'Asti, Castellero, Cinaglio, Cortandone, Maretto, Villafranca d'Asti.

## Demografia
| Variação demográfica do município entre 1861 e 2011                               |
|                                                                                   |
| Fonte: Istituto Nazionale di Statistica (ISTAT) - Elaboração gráfica da Wikipedia |